# William Miller (ur. 1984)
William Miller (ur. 13 czerwca 1984 r.) – amerykański wioślarz.

## Osiągnięcia
- Mistrzostwa Świata U-23 – Hazewinkel 2006 – czwórka ze sternikiem – 6. miejsce[1].
- Mistrzostwa Świata – Poznań 2009 – czwórka podwójna – 12. miejsce[1].